# Georgina Bloomberg

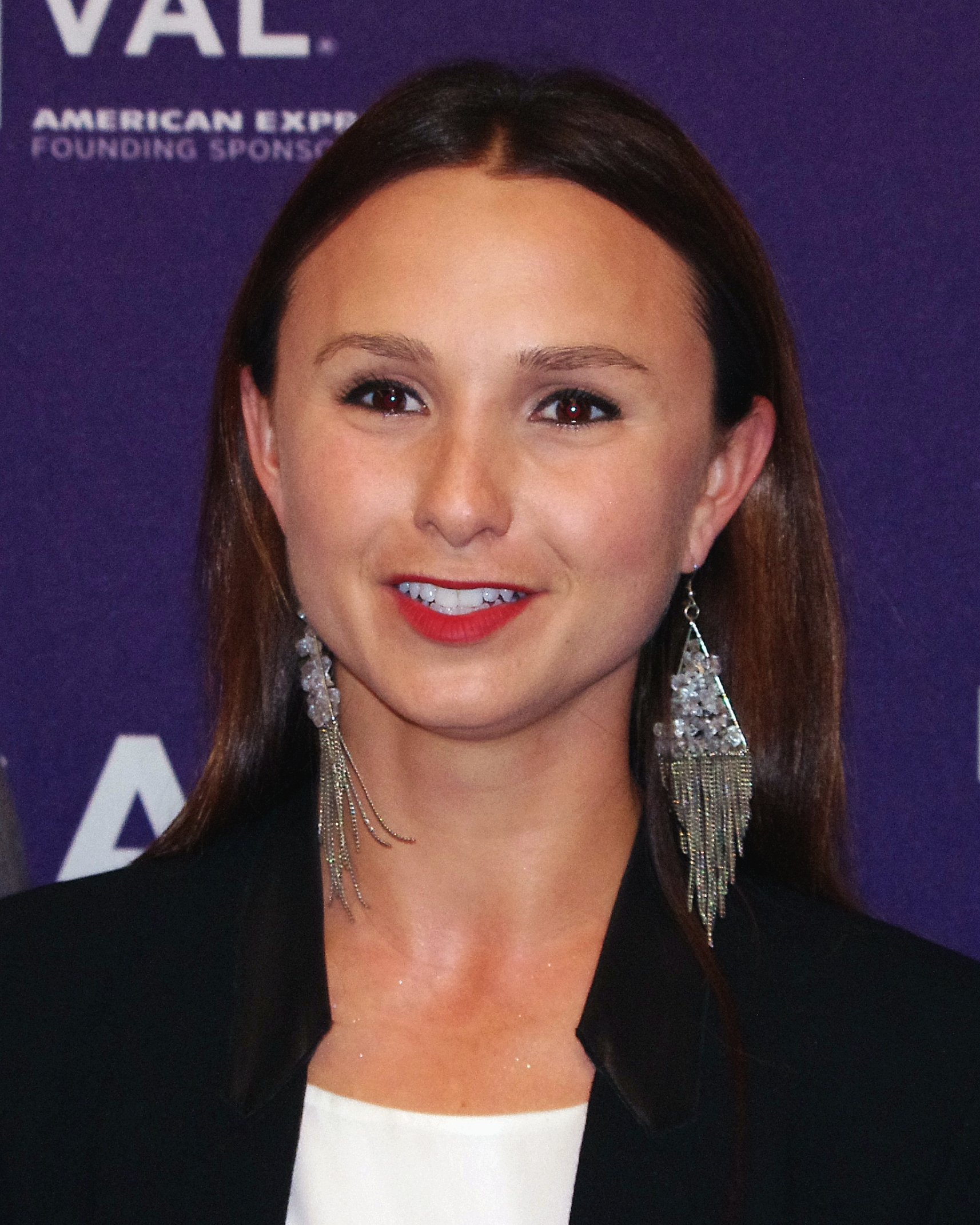
Georgina Bloomberg (2012)

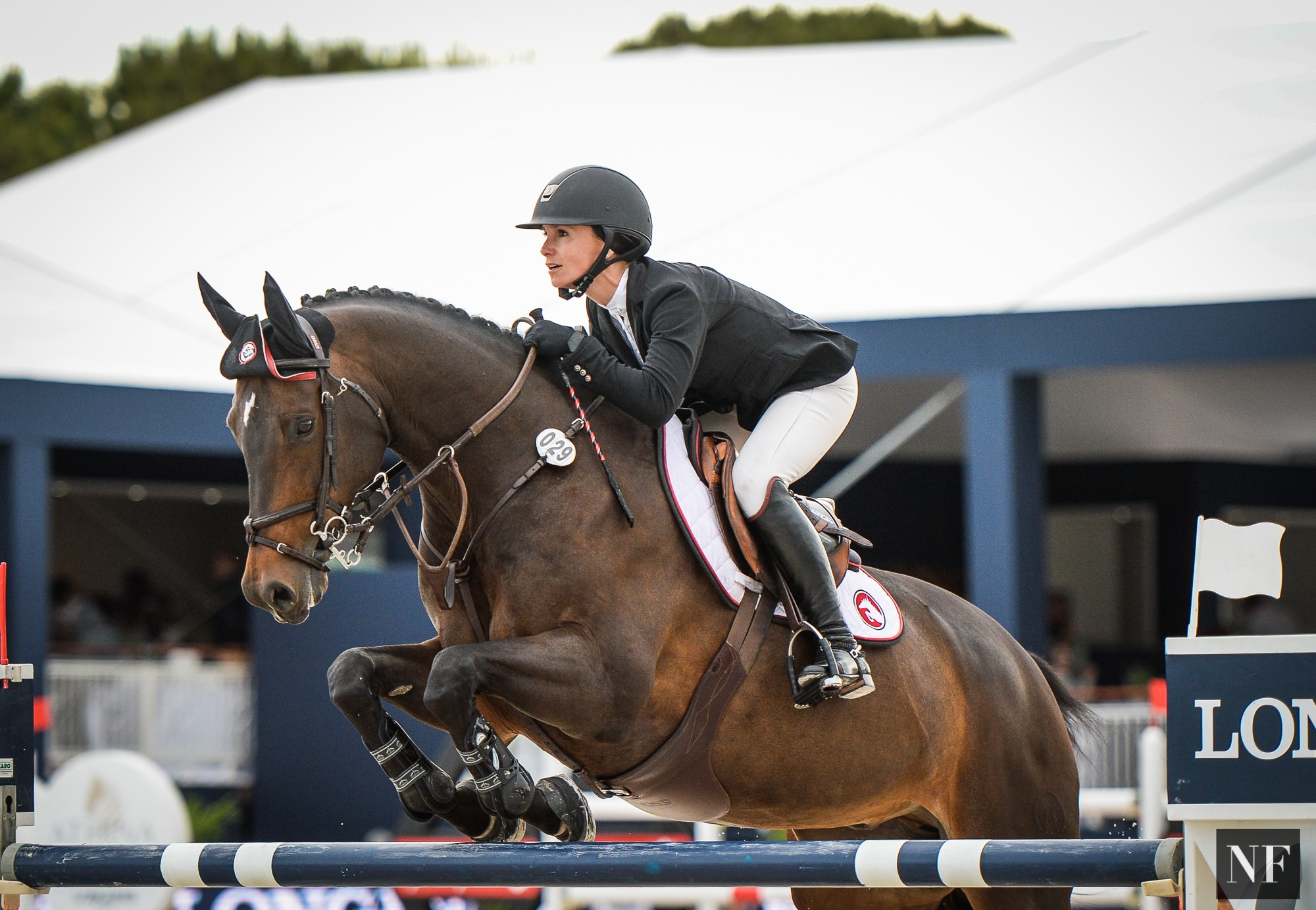
Georgina Bloomberg und Caleno 3 bei der Longines Athina Onassis Horse Show in St. Tropez, Frankreich, Juni 2016

Georgina Leigh Bloomberg (* 20. Januar 1983 in New York City) ist eine US-amerikanische Springreiterin und die jüngste Tochter des ehemaligen New Yorker Bürgermeisters Michael Bloomberg.

## Pferdesport
Georgina Bloomberg war eine der jüngsten Teilnehmerinnen am FEI-Weltcupfinale und gewann als Mitglied des US-Teams mehrfach erste Plätze in Nationenpreisen. Ihre bisher beste Platzierung in der Weltrangliste erreichte sie im Dezember 2006 mit dem 112. Platz. 2008 stand Georgina im erweiterten Kader der US-Olympiamannschaft. Bloomberg gewann 2003 die Goldmedaille beim North American Young Riders Championship und tritt seitdem im FEI-Weltcup an. Im November 2010 stürzte sie während der Gamblers Choice Competition, einem Kostümspringen, im Rahmen des Syracuse Invitational Sporthorse Tournament in den USA als sich der Sattel ihres Pferdes Radio City löste. Nach dem Sturz war Bloomberg zunächst bewusstlos, konnte den Parcours aber zu Fuß verlassen. Sie zog sich eine Gehirnerschütterung und eine Fraktur an der Wirbelsäule zu.
Bei den Panamerikanischen Spielen 2015 in Toronto war sie Teil der US-amerikanischen Equipe, die hier die Bronzemedaille gewann. In der Einzelwertung kam sie mit Lilli auf den 18. Rang.

## Privatleben
Georgina ist die jüngste Tochter des New Yorker Bürgermeisters Michael Bloomberg und dessen Ex-Frau Susan Brown. Georgina wuchs in den höchsten Kreisen der Gesellschaft auf, denn ihr Vater gehört zu den 50 reichsten US-Amerikanern. Sie selbst zeigt aber wenig Interesse am politischen und gesellschaftlichen Leben, das damit einhergeht.
2003 war sie eine der Hauptdarstellerinnen in dem Dokumentarfilm Born Rich. Das Magazin Forbes wählte sie unter die „20 faszinierendsten Milliardärskinder“.
Im Herbst 2007 wurde ihre Beziehung mit dem irischen Springreiter Cian O’Connor bekannt. Von September bis November 2010 war sie mit Eisschnellläufer Joey Cheek liiert. Im Dezember 2013 wurde ihr erster Sohn geboren, Vater ist der argentinische Springreiter Ramiro Quintana.
Bloomberg lebt sowohl in North Salem (New York), wo sie seit 2001 eine $ 3.600.000 teure Reitanlage (Gotham North) besitzt, als auch in Wellington (Florida). Sie ist eng mit dem Springreiter McLain Ward befreundet, bei dessen Mutter sie das Reiten erlernte. Seit 2003 studiert sie unregelmäßig Kunst und Sport-Management.

## Pferde (Auszug)
aktuelle:
- Mila (* 1994), KWPN-Schimmelstute, Vater: Indorado, Muttervater: Renville[15]
- Cim Christo (* 1995), Holsteiner Schimmelwallach, Vater: Carthago, Muttervater: Calypso II, zuvor von Cameron Hanley und bis nach den Olympischen Spielen 2004 von Son Bong-gak geritten[16][17]
- Curius (* 1995), brauner Holsteiner Hengst, Vater: Cambridge, Muttervater: Tumbled[18]
- Street of Diamonds (* 1998, ursprünglicher Name: Kho de Presle), brauner Selle Français-Stute, Vater: Diamant de Semilly, Muttervater: Fennec, bis 2008 von Jerome Hurel geritten[19][20]
- Metropolitan (* 2000, ursprünglicher Name: Made in Tillard), brauner Selle Français-Hengst, Vater: Cabdula du Tillard, Muttervater: Laudanum[21]
- Radio City (* 2001, ursprünglicher Name: Romanze V), braune Holsteiner Stute, Vater: Liatos, Muttervater: Carthago, bis 2007 von Jennifer Kern geritten[22][23]

Besitzer aller genannten Pferde ist Gotham Enterprises, LLC.
ehemalige:
- Riviera (* 1992, ursprünglicher Name: Kamiretto), brauner KWPN-Wallach, Vater: Carolus, Muttervater: Fasolt, abwechselnd auch von Caroline Poels geritten[24][25]
- Nadia (* 1995, ursprünglicher Name: Nadieh), KWPN-Schimmelstute, Vater: Indoctro, Muttervater: Wellington, seit 2009 von Will Simpson geritten[26][27]
- Lancelot (* 1996), dunkelbrauner Schwedischer Warmblutwallach, Vater: Lasino, Muttervater: Cor de la Bryere[28][29]

## Erfolge
- 2015: 3. Platz im Abschluss-Grand Prix des Winter Equestrian Festival (CSI 5* Wellington) mit Lilli
- 2010: 1. Platz im 75.000 US-$-Empire State Grand Prix (North Salem (New York)) mit Metropolitan

- 2009: 2. Platz mit der US-amerikanischen Mannschaft im Nationenpreis von Buenos Aires-Haras El Capricho (CSIO 2*) mit Metropolitan, 5. Platz in Großen Preis von Balve (CSI 3*) mit Street of Diamonds

- 2008: 5. Platz in der Weltcup-Wertungsprüfung von Bridgehampton (CSI 4*-W) mit Curius

- 2007: 4. Platz im Großen Preis von Bridgehampton (CSI 3*-W) mit Cim Christo, 7. Platz im Großen Preis von Dublin (CSIO 5*) mit Cim Christo, 1. Platz mit der US-amerikanischen Mannschaft im Nationenpreis von Falsterbo (CSIO 5*) mit Cim Christo, 1. Platz mit der US-amerikanischen Mannschaft im Nationenpreis von Hamina (CSIO 4*) mit Mila, 1. Platz in einem Großen Preis in Wellington (CSI-W) mit Nadia

- 2006: 3. Platz in einem Großen Preis in Wellington (CSI 2*) mit Lancelot

- 2005: 1. Platz mit der US-amerikanischen Mannschaft im Nationenpreis von La Baule (CSIO 5*) mit Riviera, Teilnahme am Weltcupfinale in Las Vegas (32. Rang) mit Nadia und Riviera

- 2004: 2. Platz in der Weltcup-Wertungsprüfung von Wellington (CSI-W) mit Riviera, 3. Platz in der Weltcup-Wertungsprüfung von Lexington (CSI-W) mit Riviera, 2. Platz in einem Großen Preis in Wellington (CSI 2*) mit Mila